# Ormetica longilinea
Ormetica longilinea är en fjärilsart som beskrevs av William Schaus 1933. Ormetica longilinea ingår i släktet Ormetica och familjen björnspinnare. Inga underarter finns listade i Catalogue of Life.